# Variants du SARS-CoV-2
 (septembre 2023).
Wikipédia ne donne pas de conseils médicaux ou sanitaires. Cet article est susceptible de contenir des informations obsolètes ou inexactes. Seul un professionnel de la santé est apte à vous fournir un avis médical, et seules les autorités sanitaires de votre pays sont compétentes pour donner des consignes de santé publique relatives à la pandémie de Covid-19.
Le SARS-CoV-2 (coronavirus 2 du syndrome respiratoire aigu sévère) est le virus qui cause la maladie à coronavirus 2019 (Covid-19). La séquence WIV04 / 2019 serait la séquence d'origine infectant les humains. Comme tout virus, le SARS-CoV-2 a évolué et a créé des variants. Certains sont considérés comme d'une importance particulière. D614G est probablement la mutation la plus importante et l'une des plus répandues du SARS-CoV-2. Cette mutation empêche un mécanisme d'infection des globules blancs connu sous le nom de facilitation de l'infection par des anticorps.
Les coronavirus sont censés être stables dans la mesure où ils produisent une enzyme correctrice d’erreurs appelée « exoribonucléase ». D’après l’INSERM, le SARS-CoV-2 muterait ainsi deux fois moins rapidement que les virus grippaux. Dans les faits, le SARS-CoV-2 se révèle assez mutagène,.

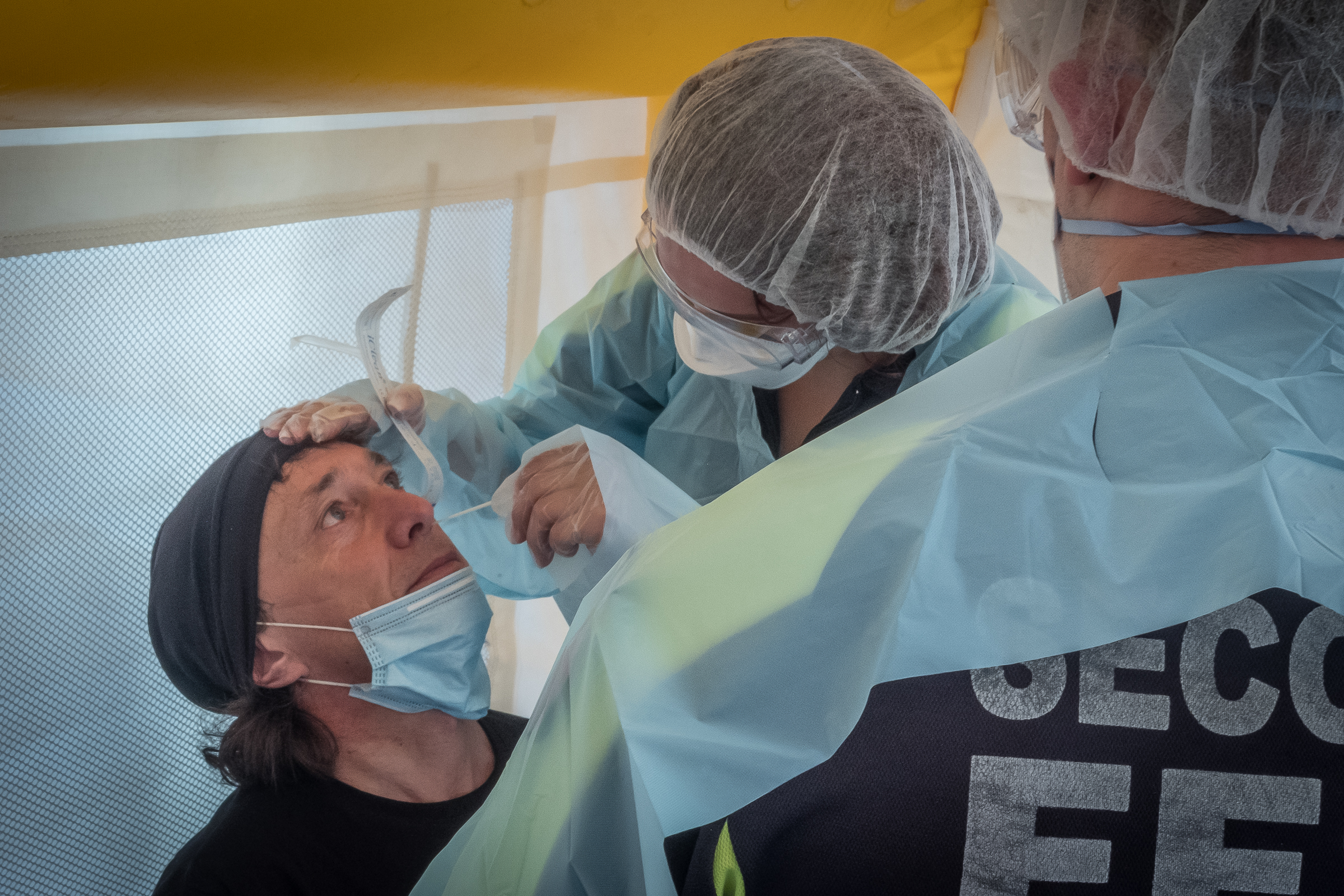
Prélèvement nasopharyngé par écouvillon, pour test PCR (test d'amplification des acides nucléiques) de dépistage du SARS-CoV-2, ici à Strasbourg, le 21 août 2020.

Fin 2020 et début janvier 2021, trois variants problématiques sont identifiés : le variant alpha en Angleterre, le variant bêta en Afrique du Sud, et le variant gamma au Brésil. En 2021, au moins sept autres variants ont été recensés par l’OMS comme d’intérêt. Les variants les plus contagieux (de 50 à 75 % par rapport à la souche initiale) ont été successivement le variant alpha durant l'hiver 2020, puis le variant delta identifié en Inde à partir du printemps 2021.
Fin 2022, de nouveaux variants dérivant de la souche Omicron circulent dans le monde. : BQ.1.1 en Europe ou XBB en Asie sont "surveillés du fait de leurs mutations sur la protéine Spike, leur conférant un potentiel pouvoir d’échappement immunitaire".
Ces variants ne remettent pas en cause l’efficacité des vaccins contre la Covid-19. Seules des combinaisons de mutations bien spécifiques sur la protéine S sont susceptibles en théorie de compromettre l'efficacité des vaccins. Une combinaison déjà identifiée pourrait être le trio de mutations, : F140-, Y248* et E484K.

## Nomenclature
Aucune nomenclature pour les lignées évolutives du SARS-CoV-2 n'est universellement acceptée, cependant en janvier 2021, l’Organisation mondiale de la santé travaille sur une « nomenclature standard pour les variants du SARS-CoV-2 qui ne fait pas référence à une localisation géographique ». Dans une lettre d'information datée du 31 mai 2021, l'OMS annonce nommer les variants par une lettre grecque. L'OMS précise que « ces noms ne remplacent pas les noms scientifiques [attribués par d'autres], qui véhiculent des informations scientifiques importantes ».
Bien qu'il existe plusieurs milliers de variants du SARS-CoV-2, les sous-types du virus peuvent être placés dans des groupes beaucoup plus larges tels que les lignées ou les clades. Plusieurs nomenclatures différentes pour ces sous-types ont été proposées.

### Catégorisation des variants
- variant préoccupant[12], VOC (variant of concern)
- variant d'intérêt[12], ou variant à suivre[12], VOI (variant of interest) également dénommé VUI (variant under investigation)[13]
- variant en cours d’évaluation, ou variant sous surveillance[12], VUM (variant under monitoring)

### Différentes nomenclatures

#### Entités réalisant un nommage

##### Nextstrain

Clades Nextstrain, 2021-06.
Clades Nextstrain, 2021-07.
Clades Nextstrain, 2022-01.
Clades Nextstrain, 2022-05.

Clades Nextstrain, 2022-07 (+ 22D).
Clades Nextstrain, 2022-07 (+ 22E, 22F).
Clades Nextstrain, 2022-10 (+ 23A).
Clades Nextstrain, 2023-04 (+ 23B).
Clades Nextstrain, 2023-08 (+ 23C, 23D, 23E, 23F).
Clades Nextstrain, 2023-12 (+ 23G, 23H, 23I).
Clades Nextstrain, 2024-04 (+ 24A et 24B).
Clades Nextstrain, 2024-11 (+ 24C, 24D, 24E, 24F, 24G, 24H, 24I).

Nextstrain nomme les clades majeurs par le numéro de l'année et une lettre (les lettres sont successives, depuis « A », chaque nouvelle année), par exemple : 19A, 19B, 20A.
Pour un clade émergent, la notation comporte alors le nom du clade parent, et la mutation de nucléotide qui le définit (attention, la numérotation est par nucléotide, et non par codon), par exemple, 19A/28688C signifie : pour le clade 19A, en position de nucléotide 28688, la base nucléique est maintenant la cytosine (C).
Une fois que le clade émergent a atteint les critères nécessaires, il est renommé comme clade majeur, par exemple : 19A/28688C devient 20D.
Les règles de nommage ont été révisées début janvier 2021 pour éviter les nommages géographiques tel 20A.EU1 (variant émergent en Europe). Une notation mixte 20H/501Y.V2 ou 20I/501Y.V1 est alors utilisée avec un numéro d'ordre : V1, V2, etc.
Lors de cette révision des règles, les noms des clades ont été conservés (rétrocompatibilité), sauf pour trois noms :
- 20A.EU1 devient « 20E (EU1) » – 20A.EU1 ayant été élevé au rang de clade (il devrait alors se nommer « 20E » uniquement) ; les parenthèses « (EU1) » établissent le lien entre l'ancien et le nouveau nom[15] ;
- 20B/501Y.V1 devient 20I/501Y.V1 – nommage plus complexe : 20B/501Y.V1 ayant été élevé au rang de clade (nommé « 20I » uniquement), mais ayant été précédemment défini avec le nom « 501Y.V1 » seul[16], cette même terminaison a été conservée, sans provoquer de confusion[15],[17] ;
- 20C/501Y.V2 devient 20H/501Y.V2 – idem.

Le nom d'un clade émergeant s'effectue avec le nom du clade parent et, selon le numéro de nucléotide, la mutation qui le définit, par exemple : 20G/1927C signifie un changement de nucléotide (ici en cytosine – C) à la position 1927, dans le clade 20G.
Cependant, afin de pouvoir nommer des mutations au niveau des codons, une règle a été définie pour attribuer des noms par mutation dans chaque cadre de lecture ouvert (ORF) codant chaque protéine, par exemple 20B/S.484K signifie une mutation du codon (ici codage de la lysine – K) à la position 484 dans la protéine S (notation « S. ») du virus. Les numéros de codons sont relatifs à chaque ORF.

Nextstrain, 2024-11, relations entre les clades (l'origine est 19A, 19B, en 2019).
Les derniers clades définis (en 2024-11 – depuis 2024-04) sont 24C à 24I.

Clades Nextstrain (2019-2020). Début 2021-01, les clades alors en usage étaient : 20A, 20B, 20C, 20D, 20E, 20F, 20G, 20H/501Y.V2 et 20I/501Y.V1.

##### GISAID
En mars 2021, GISAID avait défini huit clades pour les variants du SARS-CoV-2. Les clades sont nommés d'après leur mutation essentielle. Depuis les deux clades initiaux, « S » et « L » (ces noms proviennent d'une étude préalable à celle de GISAID,), les autres clades sont :
- - S
  - L
    - V (pour NS3-G251V)
    - G (pour S-D614G)
      - GR (pour N-G204R)
        - GRY (pour S-N501Y)

      - GH (pour NS3-Q57H)
      - GV (pour S-A222V)

Ces clades GISAID peuvent alors être affinés par la définition de lignées, comme celles de Lignées Pango.

##### Lignées Pango
Le système de nomenclature « Lignées Pango » est un système standardisé et dynamique, désignant les variants alarmants du SARS-CoV-2 en fonction de la phylogénie,.

##### Public Health England
Lors de la détection d'un variant dans le Kent au sud-est de Londres, l'agence exécutive gouvernementale britannique Public Health England (PHE) a défini une nomenclature.
En septembre 2020, PHE a détecté un variant qui s'est révélé digne d'intérêt en décembre 2020, et l'a appelé, le 14 décembre 2020, « first Variant Under Investigation in December 2020 »
(VUI-202012/01, pour Variant Under Investigation, year 2020, month 12, variant 01),.
Ce variant a été rebaptisé « variant préoccupant » (Variant of Concern, VOC) le 18 décembre 2020, soit alors « VOC-202012/01 ».
Mi-mars 2021, PHE a modifié ses règles de nommage en : [VOC/VUI] – [deux derniers chiffres de l'année] – [trois caractères du mois] – [numéro de variant dans le mois sur deux digits].
Depuis lors, « VOC-202012/01 » est connu comme « VOC-20DEC-01 ».
Public Health England a également été chargé du séquencement du variant dit « sud-africain », en décembre 2020. Ce variant a alors reçu le nom de « VOC-202012/02 ».
Il est depuis nommé « VOC-20DEC-02 » (synonymes : 501Y.V2, B.1.351).
Pour les variants dits « brésiliens », Public Health England a effectué le séquençage d'un variant en novembre 2020, depuis nommé « VUI-21JAN-01 » (synonymes : Zêta, ou P.2 – descendant de B.1.1.28), et d'un variant détecté au Japon, sur des voyageurs en provenance du Brésil, depuis nommé « VOC-21JAN-02 » (synonymes : Gamma, ou P.1 – descendant de B.1.1.28).

#### Noms et équivalences
Depuis le 31 mai 2021, l'OMS a défini la règle de nommage des variants, et catégorisé ces variants (VOC/VOI/VUM). Dans les tableaux suivants, c'est cette qualification qui est retenue.
Cependant, le nommage des variants, et leur catégorisation évolue dans le temps. Ainsi, l'état est ici indiqué pour la dernière publication de l'OMS connue : au 21 septembre 2021.

##### Variants préoccupants (VOC)
Les variants Alpha, Bêta, Gamma, Delta et Omicron sont classés par l'OMS comme préoccupants.
| Nom officiel de l'OMS                                                           | Nom officiel de l'OMS                                                           | Nextstrain               | Lignées Pango                                      | GISAID                       | Public Health England (PHE)                                             | Date et lieu de première détection | Mutations clés | Mutations en cours d’acquisition ?                        |
| ------------------------------------------------------------------------------- | ------------------------------------------------------------------------------- | ------------------------ | -------------------------------------------------- | ---------------------------- | ----------------------------------------------------------------------- | ---------------------------------- | --- | --------------------------------------------------------- |
| Alpha VOC : 2020-12-18 + au 2021-07-01, surveillance de S:484K et S:452R        | Alpha VOC : 2020-12-18 + au 2021-07-01, surveillance de S:484K et S:452R        | 20I/501Y.V1              | B.1.1.7                                            | GRY (précédemment GR/501Y.V1 | VOC-20DEC-01 précédemment: VOC-202012/01 (first VOC of december 2020)   | septembre 2020 Royaume-Uni         | ORF1a : T1001I • A1708D • I2230T • Δ3675S/3677F ; ORF1b : P314L ; S : Δ69/70 • Δ144Y • N501Y • A570D • D614G • P681H • H655Y • T716I • S982A • D1118H ; ORF8 : Q27* • R52I • Y73C ; N : D3L • R203K • G204R • S235F Cartographie des mutations de codons du génome de SARS-CoV-2.                          | S : S477R? • E484K • F490S • D614-(LYQDVNC)               |
| Bêta VOC : 2020-12-18 + au 2021-07-06, surveillance de S:L18F                   | Bêta VOC : 2020-12-18 + au 2021-07-06, surveillance de S:L18F                   | 20H/501Y.V2              | B.1.351 + au 2021-07-01 B.1.351.2 B.1.351.3        | GH/501Y.V2                   | VOC-20DEC-02 précédemment : VOC-202012/02 (second VOC of december 2020) | août 2020 Afrique du Sud           | ORF1a : T265I • K1655N • K3353R • Δ3675S/3677F ; ORF1b : P314L ; S : L18F • D80A • D215G • Δ241/243 • K417N • E484K • N501Y • D614G • A701V ; ORF3a : Q57H • S171L ; E : P71L ; N : T205I Cartographie des mutations de codons du génome de SARS-CoV-2.                                                    | S : V483F?                                                |
| Gamma VOC : 2021-01-11 + au 2021-07-01, surveillance de S:681H                  | Gamma VOC : 2021-01-11 + au 2021-07-01, surveillance de S:681H                  | 20J/501Y.V3              | P.1 (alias B.1.1.28.1) + au 2021-07-01 P.1.1 P.1.2 | GR/501Y.V3                   | VOC-21JAN-02 précédemment : VOC-202101/02                               | décembre 2020 Brésil / Japon       | ORF1a : S1188L • K1795Q • Δ3675S/3677F ; ORF1b : P314L • E1264D ; S : L18F • T20N • P26S • D138Y • R190S • K417N/T • E484K • N501Y • D614G • H655Y • T1027I • V1176F ; ORF3a : S253P ; ORF8 : E92K ; N : P80R • R203K • G204R ; ORF9b : Q77E Cartographie des mutations de codons du génome de SARS-CoV-2. | S : T470N?                                                |
| Delta VOI : 2021-04-04 VOC : 2021-05-11 + au 2021-07-06, surveillance de S:417N | Delta VOI : 2021-04-04 VOC : 2021-05-11 + au 2021-07-06, surveillance de S:417N | 21A ou 21A/S:478K        | B.1.617.2 + au 2021-07-01 AY.1 AY.2                | G/478K.V1                    | VOC-21APR-02                                                            | octobre 2020 Inde                  | ORF1a : T3255I ; ORF1b : P314L • G662S • P1000L ; S : T19R • G142D • Δ156/157 • R158G • L452R • T478K • D614G • P681R • D950N ; ORF3a : S26L ; M : I82T ; ORF7a : V82A • T120I ; ORF8 : Δ119D/120F ; N : D63G • R203M • D377Y ; ORF9b : T60A Cartographie des mutations de codons du génome de SARS-CoV-2. | S : A475S? • S477I ? • P479L ? • P479S ? • D614-(LYQDVNC) |
| Omicron dates à préciser                                                        | lignée d'origine B.1.1.529 (alias BA.1)                                         | 21M,                     | B.1.1.529 + au 2021-12-07 BA.1 BA.2                | GR/484A                      |                                                                         | novembre 2021 Afrique du Sud       | Cartographie des mutations de codons du génome de SARS-CoV-2. |                                                           |
| Omicron dates à préciser                                                        | (sous-lignée BA.1)                                                              | 21K                      | BA.1                                               | GR/484A                      |                                                                         |                                    | {{{1}}} |                                                           |
| Omicron dates à préciser                                                        | (sous-lignée BA.2)                                                              | 21L (22C pour BA.2.12.1) | BA.2                                               | GR/484A                      |                                                                         |                                    | {{{1}}} |                                                           |
| Omicron dates à préciser                                                        | (sous-lignée BA.3)                                                              | — aucun clade défini —   | BA.3                                               | GR/484A                      |                                                                         |                                    | Cartographie des mutations de codons du génome de SARS-CoV-2. |                                                           |
| Omicron dates à préciser                                                        | (sous-lignée BA.4)                                                              | 22A                      | BA.4                                               | GR/484A                      |                                                                         |                                    | Cartographie des mutations de codons du génome de SARS-CoV-2. |                                                           |
| Omicron dates à préciser                                                        | (sous-lignée BA.5)                                                              | 22B                      | BA.5                                               | GR/484A                      |                                                                         |                                    | Cartographie des mutations de codons du génome de SARS-CoV-2. |                                                           |

Sources : OMS, PANGOlin, Public Health England, Santé Publique France.
Notes VOC du tableau :
1. ↑  Dénomination des mutations : 
• Δ indique une délétion, par exemple Δ69/70 indique la délétion des codons aux positions 69 et 70 (sens 5' vers 3') ; 
• αnnβ signifie que le codon en position nn a subi une modification de l'un, ou de plusieurs, de ses trois nucléotides. Ainsi, au lieu de coder, précédemment, l'acide aminé α, il code maintenant l'acide aminé β. Les vingt-deux acides aminés sont représentés par un code : une lettre capitale (voir la liste des codes). Par exemple N501Y signifie : en position 501, le codon de l'asparagine (N) est remplacé par l'un des codons de la tyrosine (Y) ; 
• nn, la position du codon, est relative au début de l'ORF indiqué.
2. 1 2 3  
Les noms en gras (ou les portions de nom) sont les noms d'usage de l'OMS avant le 1er juin 2021, l'OMS n'ayant alors pas défini officiellement de noms de variants).

#### Alpha (B.1.1.7)

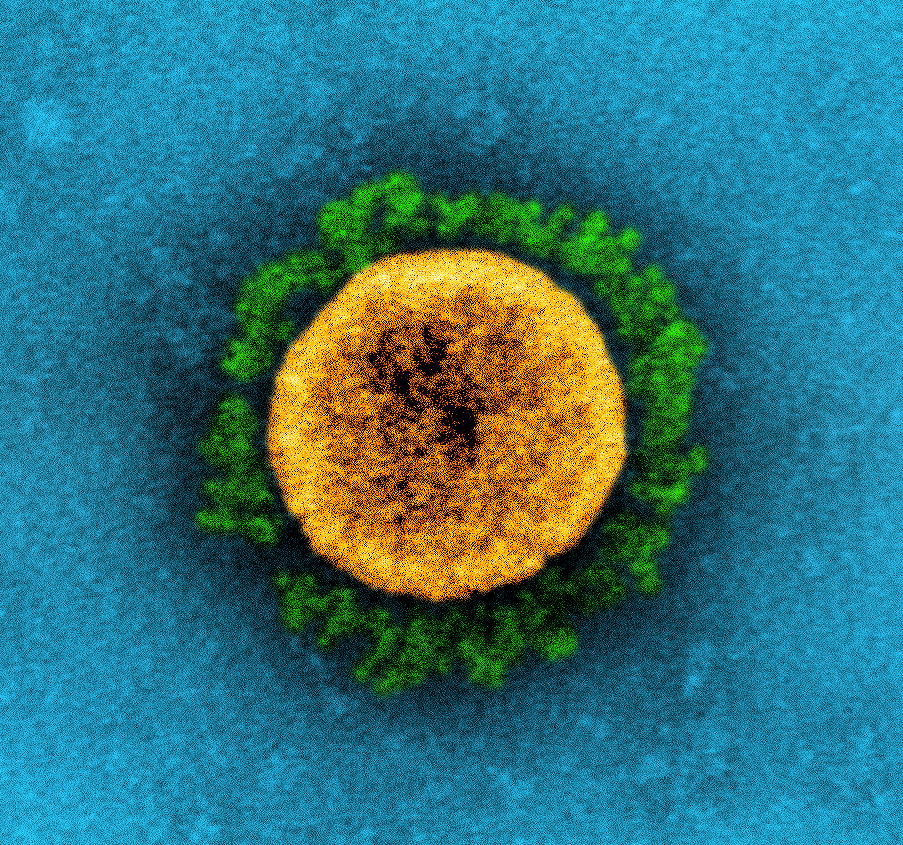
Micrographie électronique à transmission en fausses couleurs d'un coronavirus variant B.1.1.7. La transmissibilité accrue du variant est vraisemblablement due à des changements de structure de la protéine spiculaire, illustrées ici en vert.

#### D614G

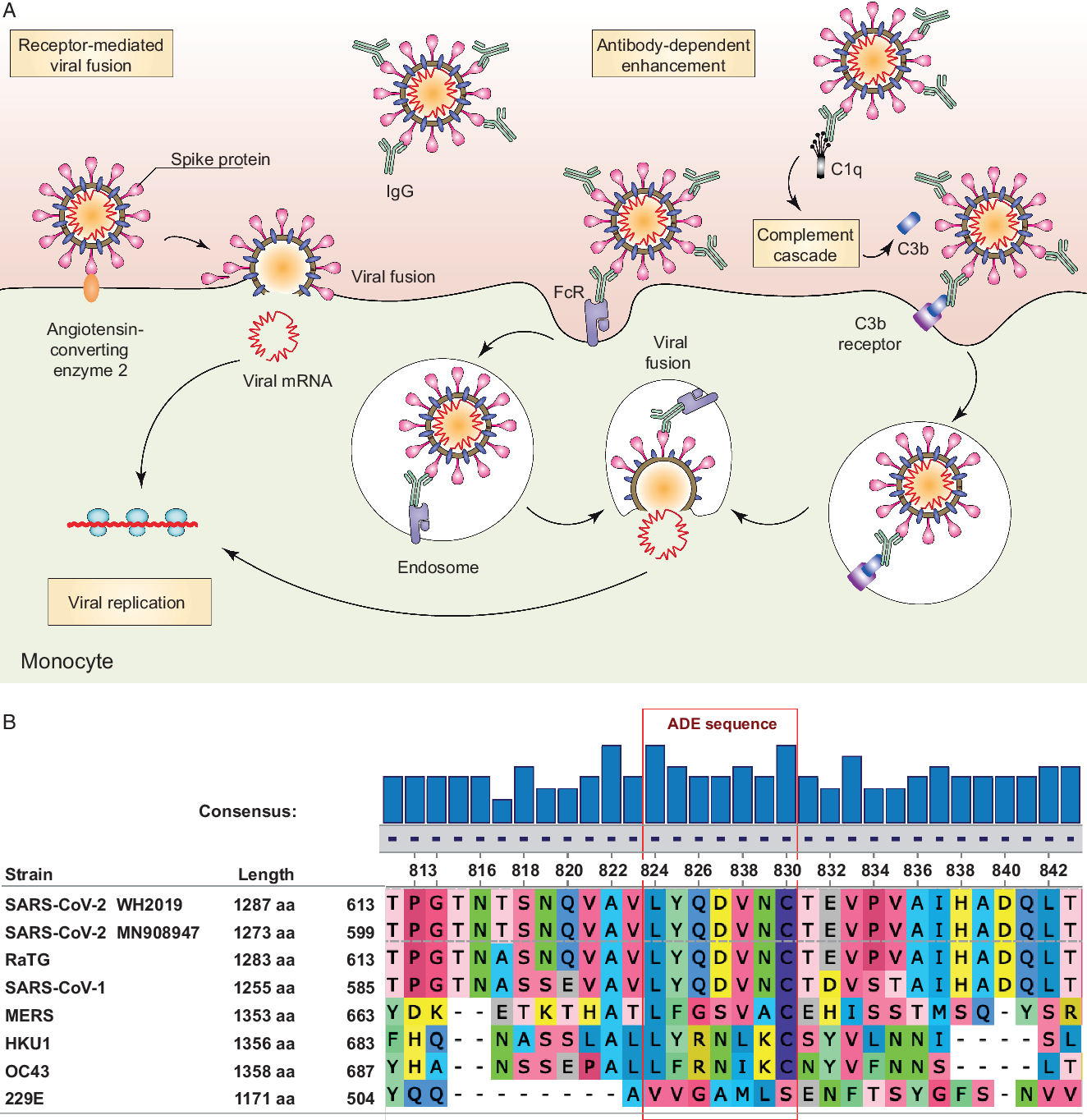
Certaines séquences de la protéine S des coronavirus ont été identifiées comme activant les anticorps facilitants. Dans le cas du SARS-CoV-1, il s’agissait de la séquence d’acides aminés LYQDVNC située aux codons 597-603.

##### Variants d'intérêt (VOI)
| Nom officiel de l'OMS | Nextstrain | Lignées Pango | GISAID     | Public Health England (PHE) | Date et lieu de première détection | Mutations clés | Mutations en cours d’acquisition ? |
| --- | ---------- | ------------- | ---------- | --------------------------- | ---------------------------------- | --- | ---------------------------------- |
| qualification OMS : ex- Epsilon VOI : 2021-03-05 requalifié VUM le 2021-09-20                                                               |            |               |            |                             |                                    | |                                    |
| qualification OMS : ex- Zêta VOI : 2021-03-17 requalifié VUM le 2021-07-06 exclu de la liste des VUM le 2021-08-13, n'est alors plus suivi  |            |               |            |                             |                                    | |                                    |
| qualification OMS : ex- Êta VOI : 2021-03-17 requalifié VUM le 2021-09-20                                                                   |            |               |            |                             |                                    | |                                    |
| qualification OMS : ex- Thêta VOI : 2021-03-24 requalifié VUM le 2021-07-06 exclu de la liste des VUM le 2021-08-13, n'est alors plus suivi |            |               |            |                             |                                    | |                                    |
| qualification OMS : ex- Iota VOI : 2021-03-24 requalifié VUM le 2021-09-20                                                                  |            |               |            |                             |                                    | |                                    |
| qualification OMS : ex- Kappa VOI : 2021-04-04 requalifié VUM le 2021-09-20                                                                 |            |               |            |                             |                                    | |                                    |
| Lambda VOI : 2021-06-14 | 20D 21G    | C.37          | GR/452Q.V1 | VUI-21JUN-01                | décembre 2020 Pérou                | ORF1a : T1246I • P2287S • F2387V • L3201P • T3255I • G3278S • Δ3675S/3677F • ORF1b : P314L • S : G75V • T76I • Δ246R/252G • L452Q • F490S • D614G • T859N • N : P13L • R203K G204R • G214C Cartographie des mutations de codons du génome de SARS-CoV-2.           |                                    |
| Mu VOI : 2021-08-30 | 21H        | B.1.621       |            |                             | mars 2021 Colombie                 | ORF1a : T1055A • T1538I • T3255I • Q3729R • ORF1b : P314L • P1342S • S : T95I • Y144S • Y145N • R346K • E484K • N501Y • D614G • P681H • D950N • ORF3a : Q57H • ORF8 : T11K • P38S • S67F • N : T205I Cartographie des mutations de codons du génome de SARS-CoV-2. |                                    |

Sources : OMS, PANGOlin, Public Health England, Santé Publique France.
Notes VOI du tableau :
1. ↑  Dénomination des mutations : 
• Δ indique une délétion, par exemple Δ69/70 indique la délétion des codons aux positions 69 et 70 (sens 5' vers 3') ; 
• αnnβ signifie que le codon en position nn a subi une modification de l'un, ou de plusieurs, de ses trois nucléotides. Ainsi, au lieu de coder, précédemment, l'acide aminé α, il code maintenant l'acide aminé β. Les vingt-deux acides aminés sont représentés par un code : une lettre capitale (voir la liste des codes). Par exemple N501Y signifie : en position 501, le codon de l'asparagine (N) est remplacé par l'un des codons de la tyrosine (Y) ; 
• nn, la position du codon, est relative au début de l'ORF indiqué.

##### Variants en cours d’évaluation (VUM)
| Nom officiel de l'OMS | Nextstrain | Lignées Pango   | GISAID     | Public Health England (PHE) | Date et lieu de première détection  | Mutations clés | Mutations en cours d’acquisition ? |
| --- | ---------- | --------------- | ---------- | --------------------------- | ----------------------------------- | --- | ---------------------------------- |
| ex- Epsilon VOI : 2021-03-05 requalifié VUM le 2021-07-06                                                                                    | 20C/S:452R | B.1.427/B.1.429 | GH/452R.V1 |                             | juin 2020 États-Unis                | ORF1a : T265I • I4205V • ORF1b : P314L • D1183Y • S : S13I • W152C • L452R • D614G • ORF3a : Q57H • ORF8 : V100L • N : T205I • M234I Cartographie des mutations de codons du génome de SARS-CoV-2.                                                              |                                    |
| qualification OMS : ex- Zêta VOI : 2021-03-17 requalifié VUM le 2021-07-06 exclu de la liste des VUM le 2021-08-13 : n'est alors plus suivi  |            |                 |            |                             |                                     | |                                    |
| ex- Êta VOI : 2021-03-17 | 20C        | B.1.525         | G/484K.V3  | VUI-21FEB-03                | décembre 2020 Royaume-Uni / Nigéria | ORF1a : T2007I • Δ3675S/3677F • ORF1b : P314F • S : Q52R • A67V •Δ69H/70V • Δ144Y • E484K • D614G • Q677H • F888L • E : L21F • M : I82T • ORF6 : Δ2F • N : S2M • D3Y • A12G • T205I • ORF9b : H9D Cartographie des mutations de codons du génome de SARS-CoV-2. |                                    |
| qualification OMS : ex- Thêta VOI : 2021-03-24 requalifié VUM le 2021-07-06 exclu de la liste des VUM le 2021-08-13 : n'est alors plus suivi |            |                 |            |                             |                                     | |                                    |
| ex- Iota VOI : 2021-03-24 (S477N ou E484K)                                                                                                   | 21F        | B.1.526         | GH         |                             | novembre 2020 New York City         | ORF1a : T265I • L3201P • Δ3675S/3677F • ORF1b : P314L • Q1011H • S : L5F • T95I • D253G • S477N ou E484K (au choix) • D614G • ORF3a : P42L • Q57H • ORF8 : T11I Cartographie des mutations de codons du génome de SARS-CoV-2.                                   |                                    |
| ex- Kappa VOI : 2021-04-04 | 21B        | B.1.617.1       | G/452R.V3  | VUI-21APR-01                | décembre 2020 Inde                  | ORF1a : T1567I • T3646A • ORF1b : P314L • G1129C • M1352I • K2310R • S2312A • S : L452R • E484Q • D614G • P681R • Q1071H • ORF3a : S26L • M : I82S • ORF7a : V82A • N : R203M • D377Y Cartographie des mutations de codons du génome de SARS-CoV-2.             |                                    |
| | (20A)      | B.1.620         |            |                             | février 2021 Afrique                | ORF1a : T403I • V1991I • Δ3675S/3677F • ORF1b : P314L • A1215S • S : P26S • Δ69H/70V • V126A • Δ144Y • Δ241/243 • H245Y • S477N • E484K • D614G • P681H • T1027I • D1118H • ORF7b : Δ144L • N : A220V • ORF9b : I5T                                             |                                    |
| | (20D)      | C.36.3          |            |                             | janvier 2021 Asie                   | ORF1a : E102K • T1246I • D1639N • D2980N • D3222N • G3278S • S3687L • L3691S • T4090I • ORF1b : P314L • D1028Y • S : S12F • W152R • D614G • Q677H • M : I82T • ORF7b : A43S • N : R203K • G204R • G212V                                                         | S : Q474H ?                        |
| | (20B)      | B.1.1.318       |            |                             | janvier 2021 Afrique                | ORF1a : K2511N • T2936I • A3209V • Δ3675S/3677F • ORF1b : P314L • V2371M • S : T95I • Δ144Y • E484K • D614G • P681H • D796H • M : I82T • ORF7b : *44X • ORF8 : Δ1M/2K • F3X • E106X • *122X • N : R203K • G204R • Δ208A • R209G                                 |                                    |
| | (20B)      | AT.1            |            |                             | janvier 2021 Russie                 | ORF1a : L39K • S376L • V1006F • T1093A • T2247N • T3255I • Q3729R • S4119T • ORF1b : A190S • P314L • T1173N • V1905L • A2431V • S : P9L • Δ136C/144Y • D215G • H245P • E484K • D614G • E780K • ORF3a : L95M • M : L16I • N : R203K • G204R                      |                                    |
| | (20B)      | B.1.1.519       |            |                             | novembre 2020 Mexique               | ORF1a : P959S • I3618V • T4175I • ORF1b : P314L • S : T478K • D614G • P681H • T732A • N : R203K • G204R | S : D614-(LYQDVNC)                 |

Sources : OMS, PANGOlin, Public Health England, Santé Publique France.
Notes VUM du tableau :
1. ↑  Dénomination des mutations : 
• Δ indique une délétion, par exemple Δ69/70 indique la délétion des codons aux positions 69 et 70 (sens 5' vers 3') ; 
• αnnβ signifie que le codon en position nn a subi une modification de l'un, ou de plusieurs, de ses trois nucléotides. Ainsi, au lieu de coder, précédemment, l'acide aminé α, il code maintenant l'acide aminé β. Les vingt-deux acides aminés sont représentés par un code : une lettre capitale (voir la liste des codes). Par exemple N501Y signifie : en position 501, le codon de l'asparagine (N) est remplacé par l'un des codons de la tyrosine (Y) ; 
• nn, la position du codon, est relative au début de l'ORF indiqué.

##### Variants non-suivis
Ce sont les variants, précédemment classifiés comme VOI, qui ont été successivement requalifiés de VOI à VUM, puis de VUM à non-suivi (noté ici NS)
| Nom officiel de l'OMS                                                                                                   | Nextstrain | Lignées Pango          | GISAID | Public Health England (PHE) | Date et lieu de première détection | Mutations clés | Mutations en cours d’acquisition ? |
| --- | ---------- | ---------------------- | ------ | --------------------------- | ---------------------------------- | --- | ---------------------------------- |
| ex- Zêta VOI : 2021-03-17 requalifié VUM le 2021-07-06 exclu de la liste des VUM le 2021-08-13, n'est alors plus suivi  | 20J        | P.2 (alias B.1.1.28.2) | GR     | VUI-21JAN-01                | avril 2020 Brésil                  | ORF1a : L3468V • L3930F • ORF1b : P314L • S : E484K • D614G • V1176F • N : A119S • R203K • G204R • M234I Cartographie des mutations de codons du génome de SARS-CoV-2.                                                                        |                                    |
| ex- Thêta VOI : 2021-03-24 requalifié VUM le 2021-07-06 exclu de la liste des VUM le 2021-08-13, n'est alors plus suivi | 21E        | P.3                    | GR     | VUI-21MAR-02                | février 2021 Philippines           | ORF1a : D1554G • L3201P • D3681E • L3930F • ORF1b : P314L • A1291V • S : Δ141L/143V • E484K • N501Y • D614G • P681H • E1092K • H1101Y • V1176F • ORF8 : K2Q • N : R203K • G204R Cartographie des mutations de codons du génome de SARS-CoV-2. |                                    |

Sources : OMS, PANGOlin, Public Health England, Santé Publique France.
Notes NS du tableau :
1. ↑  Dénomination des mutations : 
• Δ indique une délétion, par exemple Δ69/70 indique la délétion des codons aux positions 69 et 70 (sens 5' vers 3') ; 
• αnnβ signifie que le codon en position nn a subi une modification de l'un, ou de plusieurs, de ses trois nucléotides. Ainsi, au lieu de coder, précédemment, l'acide aminé α, il code maintenant l'acide aminé β. Les vingt-deux acides aminés sont représentés par un code : une lettre capitale (voir la liste des codes). Par exemple N501Y signifie : en position 501, le codon de l'asparagine (N) est remplacé par l'un des codons de la tyrosine (Y) ; 
• nn, la position du codon, est relative au début de l'ORF indiqué.